# 杨桐
杨桐（学名：Adinandra millettii）为山茶科杨桐属下的一个种。

## 扩展阅读
- 維基物種上的相關：杨桐